# Awa Coulibaly (basket-ball)
Pour les articles homonymes, voir Awa Coulibaly.
Awa Coulibaly, née le 16 septembre 2005 à Bamako, est une joueuse malienne de basket-ball.

## Carrière

### Carrière en club
Awa Coulibaly évolue au Real Bamako au poste de pivot fort.

### Carrière internationale
Awa Coulibaly remporte pour sa première apparition en sélection nationale le tournoi féminin de basket-ball à trois aux Jeux africains de 2023 à Accra avec Kadidia Coulibaly, Bintou Dramé et Fatoumata Sanou.

## Palmarès
- Médaille d'or en 3x3 aux Jeux africains de 2023